# العلاقات الإندونيسية الكمبودية
العلاقات الإندونيسية الكمبودية هي العلاقات الثنائية التي تجمع بين إندونيسيا وكمبوديا.

## مقارنة بين البلدين
هذه مقارنة عامة ومرجعية للدولتين:
| وجه المقارنة                                              | إندونيسيا         | كمبوديا                   |
| --------------------------------------------------------- | ----------------- | ------------------------- |
| المساحة (كم2)                                             | 1.90 مليون        | 181.03 ألف                |
| عدد السكان (نسمة)                                         | 263.99 مليون      | 16.01 مليون               |
| الكثافة السكانية (ن./كم²)                                 | 138.94            | 88.44                     |
| العاصمة                                                   | جاكرتا            | بنوم بنه                  |
| اللغة الرسمية                                             | اللغة الإندونيسية | اللغة الخميرية            |
| العملة                                                    | روبية إندونيسية   | ريال كمبودي، دولار أمريكي |
| الناتج المحلي الإجمالي (بليون دولار)                      | 1.02 تريليون      | 22.16 مليار               |
| الناتج المحلي الإجمالي (تعادل القوة الشرائية) بليون دولار | 2.85 تريليون      | 54.37 مليار               |
| الناتج المحلي الإجمالي الاسمي للفرد دولار أمريكي          | 3.35 ألف          | 1.16 ألف                  |
| الناتج المحلي الإجمالي للفرد دولار أمريكي                 | 10.52 ألف         | 3.26 ألف                  |
| مؤشر التنمية البشرية                                      | 0.684             | 0.555                     |
| رمز المكالمات الدولي                                      | +62               | +855                      |
| رمز الإنترنت                                              | .id               | .kh                       |
| المنطقة الزمنية                                           |                   | ت ع م+07:00               |

## منظمات دولية مشتركة
يشترك البلدان في عضوية مجموعة من المنظمات الدولية، منها:
| علم المنظمة | اسم المنظمة                                                | تاريخ انضمام إندونيسيا | تاريخ انضمام كمبوديا |
| ----------- | ---------------------------------------------------------- | ---------------------- | -------------------- |
|             | بنك التنمية الآسيوي                                        | 1966                   | 1966                 |
|             | وكالة ضمان الاستثمار متعدد الأطراف                         | 12 أبريل 1988          | 1 ديسمبر 1999        |
|             | الأمم المتحدة                                              | 28 سبتمبر 1950         | 14 ديسمبر 1955       |
|             | العملية المشتركة للاتحاد الأفريقي والأمم المتحدة في دارفور | ?                      | ?                    |
|             | الفريق المعني برصد الأرض                                   | ?                      | ?                    |
|             | منظمة حظر الأسلحة الكيميائية                               | ?                      | ?                    |
|             | أسيان                                                      | 8 أغسطس 1967           | 30 أبريل 1999        |
|             | منظمة التجارة العالمية                                     | ?                      | ?                    |
|             | منظمة الشرطة الجنائية الدولية                              | 5 أكتوبر 1954          | ?                    |
|             | مؤسسة التنمية الدولية                                      | 20 أغسطس 1968          | 22 يوليو 1970        |
|             | يونسكو                                                     | 27 مايو 1950           | 3 يوليو 1951         |
|             | الاتحاد البريدي العالمي                                    | ?                      | ?                    |
|             | البنك الدولي للإنشاء والتعمير                              | 13 أبريل 1967          | 22 يوليو 1970        |
|             | منتدى آسيان الإقليمي ‏                                      | ?                      | ?                    |
|             | الاتحاد الدولي للاتصالات                                   | 1949                   | 10 أبريل 1952        |
|             | مؤسسة التمويل الدولية                                      | 23 أبريل 1968          | 26 مارس 1997         |
|             | المركز الدولي لتسوية المنازعات الاستشارية                  | 28 أكتوبر 1968         | 19 يناير 2005        |

## وصلات خارجية
- موقع وزارة الخارجية الإندونيسية
- موقع وزارة الخارجية الكمبودية